# Empire Tower 1
Der Empire Tower 1 (Thai: ตึก เอ็มไพร์ - tɯ̀k ʔempʰaj) ist ein Hochhaus in Bangkok und nach Stand von 2019 das elfthöchste Gebäude der thailändischen Hauptstadt.

## Merkmale
Das 1999 fertiggestellte Gebäude beinhaltet neben einigen Geschäften und Restaurants hauptsächlich Büro- und Konferenzräume. Für den raschen Personentransport zwischen den Etagen sorgen 52 Aufzüge. Im Untergeschoss stehen mehr als 2.500 Parkplätze zur Verfügung. Das gesamte Gebäude entspricht den neuesten Technologie-Standards im Hinblick auf Telefon- und Internetkommunikation. Die Planungen wurden nach amerikanischem Vorbild vorgenommen, die Richtlinien für Brandschutz und die Einrichtung einer Sicherheitszentrale orientieren sich an den US-amerikanischen Vorschriften.
Bei seiner Fertigstellung im Jahr 1999 war der Empire Tower das zweithöchste Gebäude Bangkoks und ganz Thailand, nur übertroffen vom Baiyoke Tower 2; seither wurde er aber von einigen weiteren, höheren Gebäuden überholt.

## Lage
Das Gebäude liegt an der Thanon Sathon Tai (Südliche Sathon-Straße) im Bezirk Yan Nawa. Besonders vorteilhaft ist die Nähe zur Skytrain-Station Chong Nonsi, wodurch viele Pendler auf die Anreise mit dem Auto verzichten.